# فتاتان صغيرتان في ثياب زرقاء
فتاتان صغيرتان في ثياب زرقاء هي عمل روائي للكاتبة الأمريكي ماري هيغينز كلارك.
قامت ماري هيجينز كلارك، بنسج خيوط قصة رائعة عن التخاطر والتواصل بين توأمين وبحث الأم عن طفلتها المخطوفة التي يفترض أنها قد لقيت حتفها. إن ماري تقص لنا رواية ساحرة تجعلنا نغوص في أعماق أذهان شخصياتها وتتركنا في أعلى درجات الترقب، وهي تبحث في الظاهرة غير المفسرة إلى الآن: وهي تخاطر التوأم.

## نبذة عن الكاتبة
روائية أمريكية ولدت في 24 ديسمبر العام 1927. تكتب هيجنز الروايات التشويقية. ولقد احتلت جميع كتبها، والبالغة 51 كتابا، قوائم الأكثر مبيعا في كل من الولايات المتحدة ومختلف الدول الأوروبية.

## وصلات خارجية
- صفحة رواية غفتاتان صغيرتان في ثياب زرقاء على موقع جود ريدز